# Hip-hop indonésien
 (novembre 2021).
La mise en forme du texte ne suit pas les recommandations de Wikipédia : il faut le « wikifier ».
Les points d'amélioration suivants sont les cas les plus fréquents :
- Les titres sont pré-formatés par le logiciel. Ils ne sont ni en capitales, ni en gras.
- Le texte ne doit pas être écrit en capitales (les noms de famille non plus), ni en gras, ni en italique, ni en « petit »…
- Le gras n'est utilisé que pour surligner le titre de l'article dans l'introduction, une seule fois.
- L'italique est rarement utilisé : mots en langue étrangère, titres d'œuvres, noms de bateaux, etc.
- Les citations ne sont pas en italique mais en corps de texte normal. Elles sont entourées par des guillemets français : « et ».
- Les listes à puces sont à éviter, des paragraphes rédigés étant largement préférés. Les tableaux sont à réserver à la présentation de données structurées (résultats, etc.).
- Les appels de note de bas de page (petits chiffres en exposant, introduits par l'outil «  Source ») sont à placer entre la fin de phrase et le point final[comme ça].
- Les liens internes (vers d'autres articles de Wikipédia) sont à choisir avec parcimonie. Créez des liens vers des articles approfondissant le sujet. Les termes génériques sans rapport avec le sujet sont à éviter, ainsi que les répétitions de liens vers un même terme.
- Les liens externes sont à placer uniquement dans une section « Liens externes », à la fin de l'article. Ces liens sont à choisir avec parcimonie suivant les règles définies. Si un lien sert de source à l'article, son insertion dans le texte est à faire par les notes de bas de page.
- La présentation des références doit suivre les conventions bibliographiques. Il est recommandé d'utiliser les modèles {{Ouvrage}}, {{Chapitre}}, {{Article}}, {{Lien web}} et/ou {{Bibliographie}}. Le mode d'édition visuel peut mettre en forme automatiquement les références.
- Insérer une infobox (cadre d'informations à droite) n'est pas obligatoire pour parachever la mise en page.

Pour une aide détaillée, merci de consulter Aide:Wikification.
Si vous pensez que ces points ont été résolus, vous pouvez retirer ce bandeau et améliorer la mise en forme d'un autre article.
Le hip-hop indonésien désigne la culture hip-hop de l'Indonésie. Le mouvement hip-hop débuta vers la fin des années 1980 avec des rappeurs comme Iwa-k qui utilisent ce mouvement comme moyen d'expression.

## Histoire
Le hip-hop en Indonésie regorge l'art et la culture hip-hop/rap de l'Indonésie. Le mouvement culturel hip-hop du pays est composé : du rap, de la danse, des graffitis, et du rn'B. les instruments de musique traditionnelle sont utilisés dans les beats (instrumentales) des artistes hip-hop, ce qui donne une originalité au leurs œuvres. Iwa K est l'un des artistes rappeur indonésien connu sur la scène internationale. Aussi, il développe son style hip-hop tout en intégrant des différents langues dans ses song comme le français en plus de l'indonésien. Assimilé au Rap clan wu-Tan des États-Unis, Rich Brian pimente le public avec ses rhymes. Sur le plan international les instituts français organisent un évènement culturel avec les structures du hip-hop indonésien en 2019. Des artistes français partagent la même scène musicale dans les villes du pays. De kajarka à medan, Bali en Bandung les spectateurs ont jouis de la musique française et indonésienne. la danseuse chorégraphe Valentine Nagata-ramos avec les danseurs indonésiens ont dansé dans un commun accord sur scène lors de cet événement. La musique indonésienne se mélange avec le Hip-hop/Rap pour donner une autre image émergeant de la musique du pays. En 2003 la chanteuse Aggun retourne en Indonésie et fut accueillie sur scène lors de la fête de la musique. Elle partage la scène avec les artistes hip-hop pour honorer la musique du terroir.